# Krappscher Turm

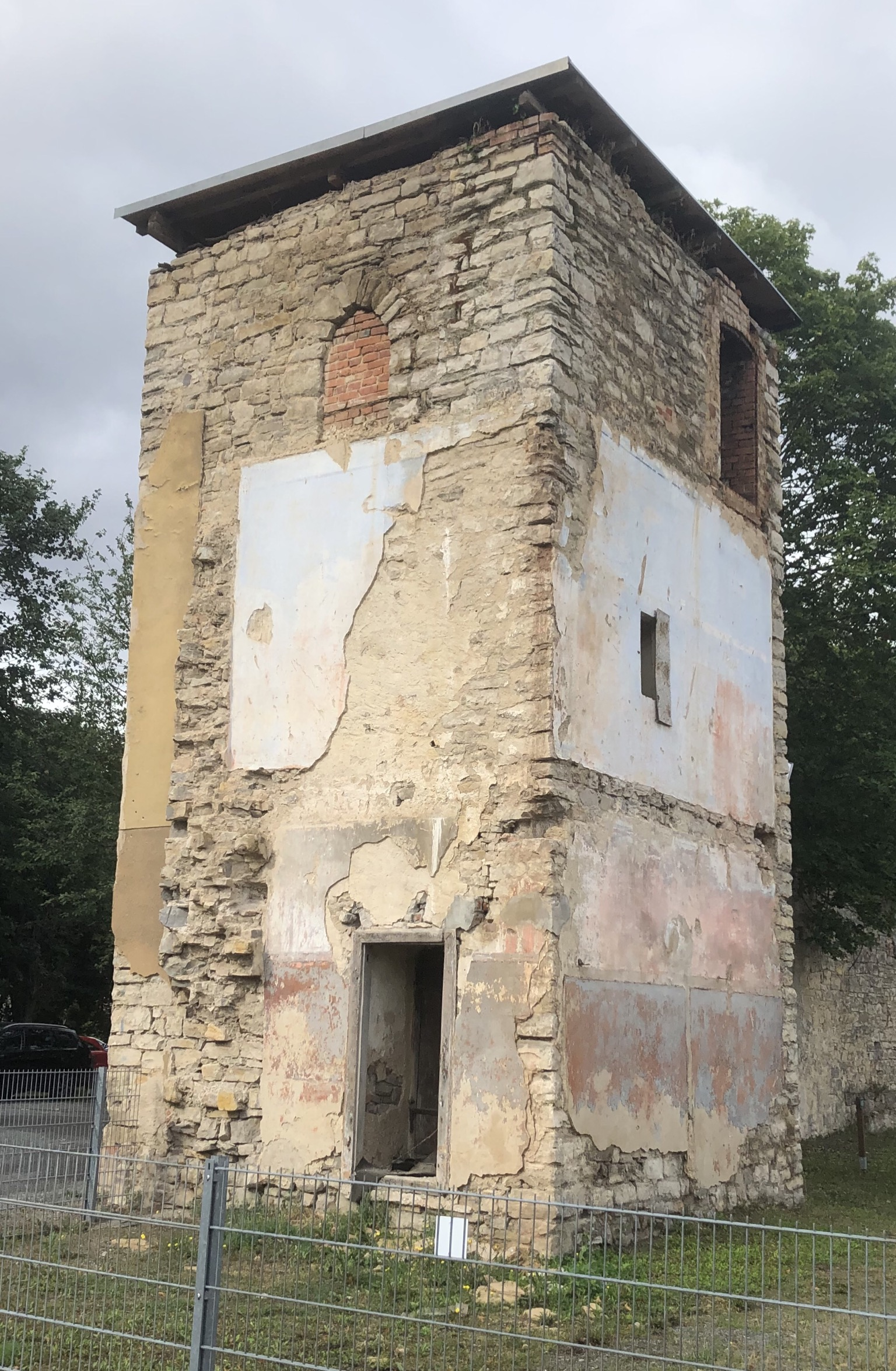
Krappscher Turm, 2020

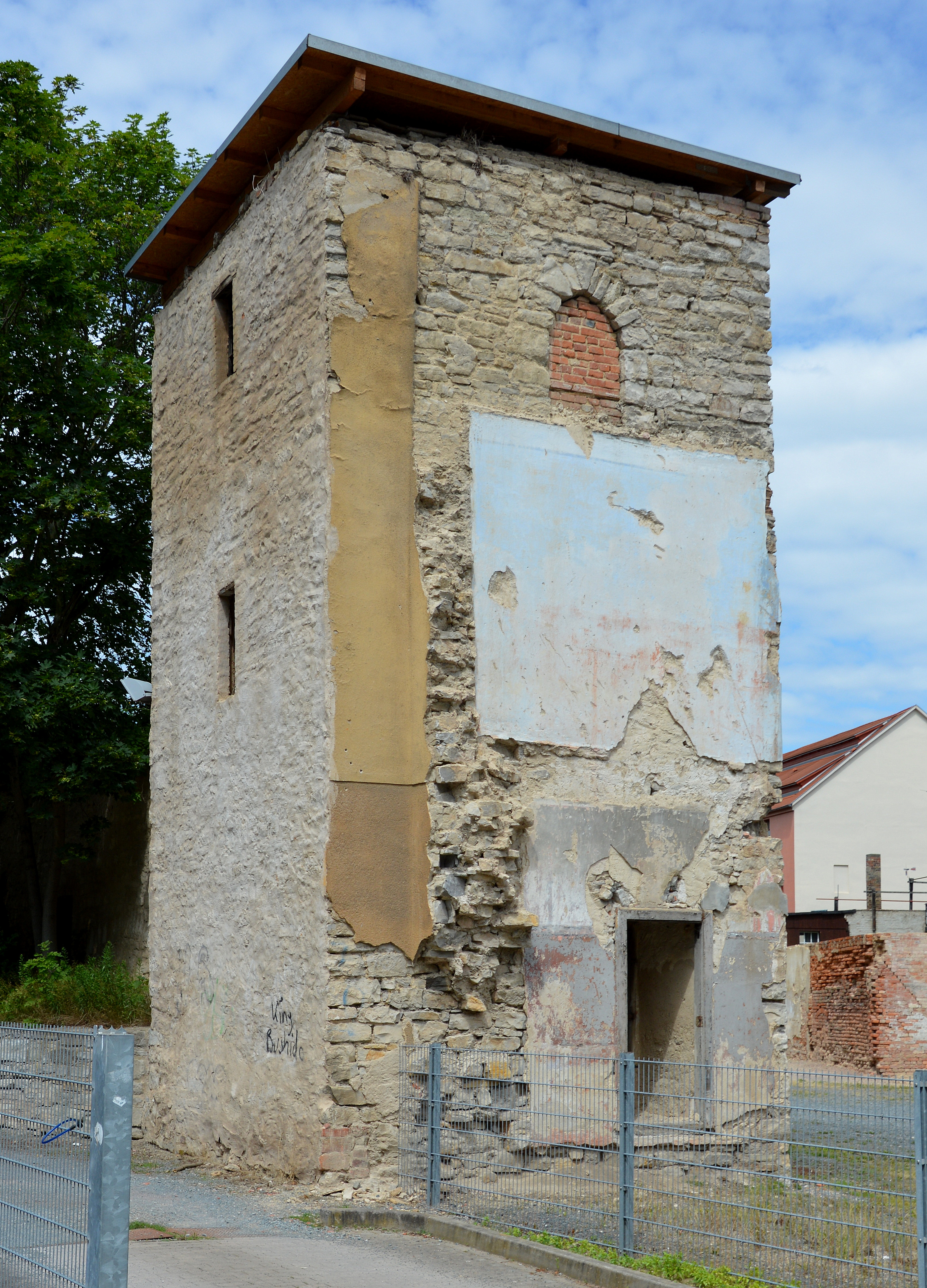
Blick von Südosten, 2016

Der Krappsche Turm ist ein denkmalgeschützter Turm der historischen Stadtbefestigung in Aschersleben in Sachsen-Anhalt.

## Lage
Er befindet sich im südlichen Teil der Aschersleber Innenstadt am südlichen Ende der Straße Badstuben, auf deren Westseite.

## Geschichte und Architektur
Der Turm entstand im Jahr 1441 und diente als nördlicher Abschluss des Elisabethzwingers. Er erreichte eine Höhe von 30 Metern. Seine quadratische Grundfläche hat eine Kantenlänge von 4,77 Metern. Die militärische Nutzung wurde 1722 aufgegeben. Um 1880 wurde er in das benachbarte Gebäude Badstuben 14 einbezogen. Er war nun weniger als zehn Meter hoch und mit einem Satteldach bedeckt. Der Name des Turms geht auf einen ehemaligen Grundstückseigentümer zurück. Im Jahr 2012 wurde das ebenfalls denkmalgeschützte Haus Badstuben 14, bekannt als Kunstschatulle, abgerissen, der Krappsche Turm blieb jedoch erhalten.
Zu seinem Schutz erhielt der Krappsche Turm ein Flachdach. Eine erforderliche Sanierung des Turms steht jedoch aus (Stand 2020).
Im örtlichen Denkmalverzeichnis ist der Turm als Teil der Stadtbefestigung unter der Erfassungsnummer 094 10000 als Baudenkmal verzeichnet.